# Toni Livers
Toni Livers, né le 2 juin 1983 à Trun (Grisons), est un fondeur suisse. En janvier 2007, il remporte la première victoire de sa carrière en Coupe du monde à Davos (Suisse). C'est à cette occasion la première victoire suisse dans une épreuve de distance en ski de fond. Il remporte ensuite une épreuve par équipes en décembre 2010.

## Biographie
Toni Livers naît le 2 juin 1983 à Trun, dans le canton des Grisons. Il commence le ski de fond vers huit ou neuf ans. Après avoir gagné ses premières compétitions avec le club Panda Trun, il intègre le lycée sportif de Davos. Livers participe à des courses FIS dès décembre 1999 puis à des courses de Coupe continentale dès décembre 2000. En janvier 2002, il est 12e sur dix kilomètres et 16e sur 30 kilomètres aux Championnats du monde juniors de Schonach (Allemagne). Il atteint la quatrième place l'année suivante sur 30 kilomètres à Sollefteå (Suède). Il fait ses débuts en Coupe du monde le 13 décembre 2003, avec une 72e place lors du 15 kilomètres de Davos. Il termine sa formation de garde-frontière en 2004 et a depuis cette date le statut de sportif au sein du Corps suisse des gardes-frontière.
Toni Livers participe à ses premiers Championnats du monde en 2005, avec une 21e place sur 15 kilomètres à Oberstdorf (Allemagne). Il marque ses premiers points en Coupe du monde en janvier 2006 en terminant 27e du 30 kilomètres de Lago di Tesero (Italie). Il est ensuite 14e de la poursuite d'Oberstdorf la semaine suivante. Lors de sa première participation olympique à Turin, en Italie, il est 7e du relais, 32e du 50 kilomètres et 40e de la poursuite. Le 3 février 2007, alors qu'il n'est encore jamais entré dans le top 10 d'une épreuve individuelle de Coupe du monde, il remporte le 15 kilomètres de Davos à égalité avec le Français Vincent Vittoz. Livers devient ainsi le premier vainqueur suisse de l'histoire dans une épreuve de distance de la Coupe du monde de ski de fond et le premier vainqueur suisse en Coupe du monde de ski de fond depuis 26 ans,. Il réalise son meilleur résultat individuel aux Championnats du monde en 2007 en terminant neuvième de la poursuite à Sapporo (Japon).
Le meilleur résultat de Livers pendant la saison 2007-2008 de Coupe du monde est une sixième place. Il est septième en relais et quatorzième sur 50 kilomètres lors des Championnats du monde 2009 à Liberec (République tchèque). Après une quatrième place en Coupe du monde sur quinze kilomètres, il participe aux Jeux olympiques d'hiver de 2010 à Vancouver (Canada) où il est 10e en relais, 12e sur 15 kilomètres et 22e sur 30 kilomètres. Le 19 décembre 2010, Toni Livers, Dario Cologna, Remo Fischer et Curdin Perl remportent le relais 4 × 10 kilomètres de La Clusaz (France). C'est la première fois qu'un relais suisse monte sur le podium en Coupe du monde. Ses meilleurs résultats individuels en Coupe du monde sont une 24e place en 2011-2012 et une 17e place en 2012-2013. Livers est 6e du relais et 16e du 15 kilomètres aux 2013 à Val di Fiemme (Italie). Il est ensuite 7e su relais et 30e du 50 kilomètres aux Jeux olympiques d'hiver de 2014 à Sotchi (Russie).
Au Tour de ski 2014-2015, il réalise le troisième temps de l'ultime étape (montée de l'Alpe Cermis), ce qui constitue seulement son deuxième podium dans l'élite.
En 2016, alors qu'il s'aventure dans le ski de marathon, il remporte le classement général de la Worldloppet Cup, circuit des courses de longue distance.
Aux Jeux olympiques d'hiver de 2018, il est 32e du quinze kilomètres classique, 37e du skiathlon et dixième du relais. En 2019, il prend part à ses derniers championnats du monde, où il est 24e du cinquante kilomètres libre.
En 2020, il prend sa retraite sportive pour passer à un rôle d'entraîneur, pour s'occuper notamment des jeunes athlètes.

## Palmarès

### Jeux olympiques
| Épreuve / Édition     | Turin 2006 | Vancouver 2010 | Sotchi 2014 | Pyeongchang 2018 |
| 15 km                 | —          | 12e            | —           | 32e              |
| Poursuite / Skiathlon | 40e        | 22e            | —           | 37e              |
| 50 km                 | 32e        | —              | 30e         |                  |
| 4 × 10 km             | 7e         | 10e            | 7e          | 11e              |

### Championnats du monde
| Épreuve / Édition             | Oberstdorf 2005 | Sapporo 2007 | Liberec 2009 | Oslo 2011 | Val di Fiemme 2013 | Falun 2015 | Lahti 2017 | Seefeld 2019 |
| 15 km                         | 21e             | 37e          | 26e          | —         | 16e                | 15e        |            |              |
| Poursuite / Skiathlon (30 km) | —               | 9e           | 38e          | 54e       | —                  | —          |            |              |
| 50 km                         | —               | —            | 14e          | 55e       | —                  | —          | 36e        | 24e          |
| 4 × 10 km (relais)            | —               | 10e          | 7e           | 9e        | 6e                 | 5e         |            | 8e           |

### Coupe du monde
- Meilleur classement général : 30e en 2015.
- 2 podiums :
  - 1 podium individuel : 1 victoire.
  - 1 podium par équipes : 1 victoire.

#### Détail de la victoire individuelles
| Épreuve / Édition | 15 km | 15 km     |
| Épreuve / Édition | libre | classique |
| 2006-07           | Davos |           |

#### Classements en Coupe du monde
| Année     | Classement général final | Classement distance | Classement sprint |
| 2005-2006 | 118e                     | 79e                 |                   |
| 2006-2007 | 43e                      | 23e                 |                   |
| 2007-2008 | 55e                      | 33e                 | 105e              |
| 2008-2009 | 34e                      | 30e                 |                   |
| 2009-2010 | 63e                      | 33e                 |                   |
| 2010-2011 | 93e                      | 62e                 |                   |
| 2011-2012 | 120e                     | 75e                 |                   |
| 2012-2013 | 134e                     | 85e                 |                   |
| 2013-2014 | 99e                      | 59e                 |                   |
| 2014-2015 | 30e                      | 31e                 |                   |
| 2015-2016 | 44e                      | 28e                 |                   |
| 2016-2017 | 36e                      | 28e                 |                   |
| 2017-2018 | 58e                      | 45e                 |                   |
| 2018-2019 | 93e                      | 60e                 |                   |

#### Tour de ski
- 12e du Tour de ski 2014-2015.

Il obtient un podium sur une étape du Tour de ski 2014-2015.

### Marathon de ski
Il remporte le classement général de la Worldloppet Cup en 2016.
- Vainqueur du Bieg Piastów en 2016.
- Vainqueur de la Dolomitenlauf en 2015 et 2019.
- Vainqueur du Ugra Ski Marathon en 2015 et 2016.